# Contatti Google
Contatti Google è uno strumento di gestione dei contatti di Google disponibile nel suo servizio di posta elettronica gratuito Gmail, come servizio autonomo e come parte della suite di app web di Google orientata al business di Google Workspace. Lo strumento è disponibile per il sistema operativo Android e tramite sito web.

## Funzionalità
- Ordinamento facoltativo dei contatti in gruppi e in disposizione per nome o cognome.
- I contatti possono essere forniti in un gran numero di categorie con informazioni.
- Ampia funzione di ricerca.
- Le modifiche ai contatti vengono salvate automaticamente.
- Possibilità di ripristinare l'intero database degli ultimi 30 giorni.
- Trova facilmente e unisce i duplicati.
- Tasti di scelta rapida per una gestione semplificata.
- Integrazione con altri prodotti Google.

## Interoperatività
I contatti Google possono essere sincronizzati con dispositivi mobili e sistemi operativi (ad esempio, Android, Symbian, iOS, BlackBerry, Palm, Pocket PC o Windows Phone) o con applicazioni PC (ad esempio, Microsoft Outlook o Mozilla Thunderbird) tramite software di terze parti e App Google Sync di Google. Inoltre, qualsiasi sistema in grado di eseguire la sincronizzazione tramite ActiveSync di Microsoft può essere sincronizzato con i Contatti Google. È inoltre disponibile il supporto per dispositivi mobili che supportano il protocollo Microsoft® Exchange ActiveSync® e / o lo standard SyncML. C'è un supporto integrato per i contatti Google nel sistema operativo mobile open source di Google Android. I contatti Google possono essere sincronizzati anche da CardDAV.

## Importa/Esporta
I contatti Google possono essere utilizzati dall'utente in modo specifico, utilizzando uno dei tre metodi CSV (valori separati da virgola) elencati di seguito:
1) Formato CSV di Google (per l'importazione in un account Google).
2) Formato CSV di Outlook (per l'importazione in Outlook o in un'altra applicazione).
3) formato vCard (per l'importazione in Apple Address Book o un'altra applicazione).
L'utente può scegliere di importare/esportare in un file, contenuto al di fuori della modalità "Interoperazione" sopra elencata, scegliendo la voce di menu "Altro" nella maggior parte delle pagine Web dei servizi di Google che mostrano l'elenco dei contatti. L'utente può quindi scegliere di utilizzare il file come backup rigido o modificare questo file in un editor di testo, database o foglio di calcolo per uso esterno o momentaneo. Questi dati possono quindi essere reimportati nei Servizi di interoperabilità con le stesse dinamiche applicate: con la logistica come "duplicati" nel momento della sincronizzazione.

## Critica
Con l'introduzione di schermi a densità più elevata e memorie interne più grandi su dispositivi Android, il sistema dei Contatti Google è stato criticato per il supporto solo delle foto a bassa risoluzione, con dimensioni limitate di 96x96 pixel. Questo problema è stato risolto il 10 ottobre 2012 su dispositivi con "Jelly Bean" a un limite superiore di 720x720 pixel.
A partire dal 22 gennaio 2017, gli utenti di G Suite non potevano ancora utilizzare le foto dei contatti ad alta risoluzione, a meno che la cosiddetta nuova versione di Contatti Google non fosse abilitata sul proprio account.